# Stephanos Christopoulos
Stephanos Christopoulos (en griego: Στέφανος Χρηστόπουλος; 1876 - después de 1906) fue un luchador griego que compitió en los Juegos Olímpicos de Atenas 1896. Fue miembro del Gymnastiki Etaireia Patron, que más tarde se fusionara con el Panachaikos Gymnastikos Syllogos, para convertirse en el Panachaiki Gymnastiki Enosi.
En los Juegos olímpicos de Atenas 1896, compitió en el evento de lucha. En la primera ronda derrotó al húngaro Momcsilló Tapavicza. En semifinales enfrentó a su compatriota Georgios Tsitas resultando derrotado por el mismo, como resultado de una lesión sufrida en el transcurso del match. Finalizó tercero, detrás de Tsitas y Schuhmann, ganando la medalla de bronce (en retrospectiva).